# Emília Rey
Maria Emília Rey Pimenta (Rio de Janeiro, 15 de junho de 1958) é uma atriz, cantora e dubladora brasileira.

## Biografia
Durante dez anos, Emília foi integrante do Grupo TAPA. Participou dos filmes Luz del Fuego em 1982, Mauá, o imperador e o rei em 1998 e Polaróides urbanas em 2006 e de várias peças teatrais, sendo a mais recente As eruditas de Molière. Em 1989, ganhou o Prêmio Mambembe com a peça O Rei Artur e os Cavaleiros da Távola Redonda, de Celso Lemos. Atualmente, reside na Espanha.

### Na televisão
Emília atuou na novela Fronteiras do Desconhecido da Rede Manchete em 1990 e na novela Suave Veneno da Rede Globo em 1999.

### Dublagens
- Madame Gazela - Peppa Pig;
- narradora - Gerald McBoing-Boing;
- Sra. Reg - Clube do Galope;
- Srta. Mush - Wayside;
- Laverna - Barbie Fairytopia, Barbie Fairytopia Mermaidia e Barbie Fairytopia A Magia do Arco-Íris;
- servente do bar (Ellen Fitzhugh) - As Peripécias do Ratinho Detetive;
- Peg - A Turma do Pateta;
- Demona - Os Gárgulas;
- Casamenteira (Miriam Margolyes) - Mulan;
- Casamenteira (April Winchell) - Mulan II: A Lenda Continua;
- Mariposa Cigana (Madeline Kahn) - Vida de Inseto;
- Guida Dursley (Pam Ferris) - Harry Potter e o Prisioneiro de Azkaban;
- rainha Lilian (Julie Andrews) - Shrek 2, Shrek Terceiro e Shrek para Sempre;
- tia Turbina (Jennifer Coolidge) - Robôs;
- Juíza Bumbleton (Oprah Winfrey) - Bee Movie: A História de uma Abelha;
- diretora Faragonda - O Clube das Winx;
- tia Marry - Barbie em A Canção de Natal;
- Musa Lidia - Barbie e o Castelo de Diamante;
- Marion (Karen Allen) - Indiana Jones e o Reino da Caveira de Cristal e Indiana Jones e os Caçadores da Arca Perdida (Redublagem);
- mãe do Alex (Sherri Shepherd) - Madagascar 2;